# Krishnaswami Sundarji
Krishnaswami Sundarji, PVSM (Hindi: कृष्णास्वामी सुंदरजी; Bangla: কৃষ্ণস্বামী সুন্দরজী; Tamil: ஜெனரல் கிருஷ்ணசாமி சுந்தர்ஜி; * 30. April 1928 in Chengelpet, Südindien, heute: Tamil Nadu; † 8. Februar 1999 in Neu-Delhi) war ein indischer General, der unter anderem zwischen 1986 und 1988 Chef des Stabes des Heeres der Streitkräfte war.

## Leben
Sundarji trat nach dem Besuch des Madras Christian College 1945 in die Britisch-Indische Armee der Kronkolonie Britisch-Indien ein und wurde 1946 zum Mahar Infantry Regiment in die Grenzregion North West Frontier versetzt. Nach der Unabhängigkeit Indiens vom Vereinigten Königreich am 15. August 1947 wurde er in das Heer (Indian Army) übernommen und war 1959 Absolvent des Defence Services Staff College in Wellington. Nach verschiedenen Verwendungen als Offizier und Stabsoffizier war er in den 1960er Jahren Angehöriger des Kontingents der Friedenstruppen der Vereinten Nationen im Kongo (ONUC) und Chef des Stabes des dortigen UN-Kommandos in der Provinz Katanga. Nach seiner Rückkehr nach Indien wurde er 1963 Kommandeur eines Infanteriebataillons und nahm als solcher 1965 am Zweiten Indisch-Pakistanischen Krieg teil. Nachdem er selbst Instrukteur am war, absolvierte er einen Generalstabslehrgang am Command and General Staff College (CGSC) der US Army in Fort Leavenworth.
Nachdem Sundarji 1971 das National Defence College in Neu-Delhi absolviert hatte, wurde er zum Brigadegeneral befördert und Chef des Stabes eines Heereskorps während des Bangladesch-Krieges, der dazu führte, dass aus der bisherigen pakistanischen Provinz Ostpakistan der unabhängige Staat Bangladesch hervorging. 1976 wurde er zum Generalmajor befördert und übernahm als erster Infanterieoffizier den Posten als Kommandeur der 1. Panzerdivision. Danach wurde er 1979 Mitglied der Heeresreformkommission sowie als Generalleutnant zunächst zwischen 1981 und 1982 Stellvertretender Chef des Stabes des Heeres sowie im Anschluss Kommandierender General des XXXIII. Korps. Als Nachfolger von Generalleutnant Srinivas Kumar Sinha übernahm er am 1. Juni 1983 den Posten als Oberkommandierender des Heereskommandos West in Chandimandir und behielt diesen bis zum 13. Februar 1985, woraufhin Generalleutnant Hriday Kaul seine Nachfolge antrat. In dieser Funktion plante er die Operation Blue Star, den Angriff indischer Streitkräfte auf das Sikh-Heiligtum Harmandir Sahib, den sogenannten Goldenen Tempel, im Juni 1984. Im Anschluss wurde er 1985 Vize-Chef des Stabes des Heeres und verblieb in dieser Funktion bis 1986.
Zuletzt wurde Sundarji am 1. Februar 1986 zum General befördert und löste General Arun Shridhar Vaidya als Chef des Stabes des Heeres der Streitkräfte ab. Er übte dieses Amt bis zum 31. Mai 1988 aus und wurde daraufhin von General Vishwa Nath Sharma abgelöst. Nach seinem Ausscheiden aus dem aktiven Militärdienst nahm er ein postgraduales Studium im Fach Verteidigungsstudien an der University of Madras auf, das er mit einem Master abschloss. 1993 veröffentlichte er den Roman Blind Men of Hindoostan – Indo-Pak nuclear war, der einen fiktiven Atomkrieg zwischen Indien und Pakistan beschreibt.

## Veröffentlichung
- Blind Men of Hindoostan – Indo-Pak nuclear war, 1993